# Maria Perpétua
Maria Perpétua Calafate de Souza (Portugal, 1790 - Ilha de São Sebastião-SP, 1817), conhecida também como Maria Perpétua, Bruxa de São Sebastião ou ainda Feiticeira de Ilhabela, foi uma proprietária de fazenda ou senhora de engenho portuguesa, emigrada no Brasil, acusada de bruxaria pelo Tribunal do Santo Ofício.

## Biografia
Maria Perpétua Calafate de Souza era uma imigrante portuguesa que viajou para o Brasil Colonial, após ter enviuvado de seu marido, o escrivão João Rodrigues da Siqueira. Poucos anos após passar a residir na Ilha de São Sebastião, litoral norte de São Paulo, casou-se com António José Lisboa de Souza, militar aposentado português, com o qual teve um filho. Durante esse período, surgiram os primeiros rumores de que Maria Perpétua não só desempenhava o papel de senhora de engenho como também o de ocultista, cartomante, e vendedora de poções e amuletos aos que a procuravam.
Apelidada de "Feiticeira de Ilhabela", por volta de 1812, foi denunciada ao padre da paróquia local e ao Tribunal do Santo Ofício de Lisboa, por alguns moradores, recebendo a acusação de bruxaria e feitiçaria. Entre os denunciantes, constava o nome do capitão Domingos Borges da Silva, abastado e conhecido comerciante de escravos da região, com o qual teria tido uma altercação, após Maria Perpétua ter tido um desentendimento público com Joana, uma das escravas do capitão Domingos, que adoeceu e faleceu poucos dias depois. Acusada de ter realizado um feitiço para matar a escrava, foi denunciada ao governador da capitania de São Paulo, que ordenou que a sua casa fosse inspecionada pelas autoridades. Segundo os relatórios da época, para além de diversos apetrechos, foi encontrada uma orelha humana, seca e conservada, entre um livro de anotações, simpatias e orações, consideradas de feitiçaria.
Levada para a cadeia de São Vicente, devido à influência do seu marido e com o apoio de alguns nomes da elite da esfera militar, a acusada foi libertada poucos dias depois.
A 23 de outubro de 1817, como consta em seu atestado de óbito, Maria Perpétua Calafate de Souza foi morta ao ser golpeada várias vezes à facada pelo seu próprio marido, António José Lisboa de Souza. Faleceu sem ter sido levada a julgamento pelas acusações de bruxaria ou feitiçaria.

## Legado
Após a sua morte, a sua história tornou-se numa lenda, sendo-lhe atribuídas várias façanhas de origem macabra e demoníacas. Existem outras versões de que não só tinha sobrevivido ao ataque do marido como ainda tinha um tesouro escondido na praia e que havia envelhecido louca após matar todos aqueles que sabiam da existência do tesouro.
Em referência à história da suposta bruxa portuguesa, uma das praias de Ilhabela é chamada de Praia da Feiticeira.